# Thórovo kladivo ze Skåne
Thórovo kladivo ze Skåne je masivní, bohatě zdobený „pohanský“ amulet z 9. století, z období vikingů. Symbolizuje hromovou zbraň, jíž vládne mytický severský bůh Thór. Stříbrný přívěsek, nalezený ve švédské provincii Skåne roku 1877, má na průvlečíku zobrazené oči s výčnělkem nápadně se podobající ptačímu zobáku. Neznámý tvůrce patrně chtěl vytvořit amulet kladiva, které nese v zobáku havran, proto se také takto tvarovanému Thórovu kladivu někdy říká Havraní kladivo. Jistou inspiraci je možno nalézt v severské mytologii, v níž krkavci Hugin a Munin (neboli „paměť“ a „myšlenka“) sloužili coby zvířecí poslové nejvyššího boha Ódina, Thórova otce.
Amuletu se patrně přikládala magická úloha. Tak jako Thórovo kladivo chrání bohy a lidi před obry, tak i tento amulet měl zřejmě chránit svého nositele před zlem z nadpřirozeného světa a dodávat mu sílu. Svým charakterem se podobá křesťanským křížům, které vznikaly ve stejné době. Je dost možné, že tyto pohanské amulety se ve své době snažily křesťanské kříže napodobovat. Již byly nalezeny různé odlévací formy, kde bylo možno odlévat Thórova kladívka i Kristovy křížky dohromady.
Uprostřed mjollniru ze Skåne je také malý ozdobný otvor, kde se u některých novodobých replik umisťuje kamínek či barevné sklíčko jako dekorace, avšak není známo, že by originál byl takto podobně ozdoben.